# De Queen
De Queen is een plaats (city) in de Amerikaanse staat Arkansas, en valt bestuurlijk gezien onder Sevier County.

## Demografie
Bij de volkstelling in 2000 werd het aantal inwoners vastgesteld op 5765.
In 2006 is het aantal inwoners door het United States Census Bureau geschat op 5873, een stijging van 108 (1.9%).

## Geografie
Volgens het United States Census Bureau beslaat de plaats een oppervlakte van
14,8 km², waarvan 14,6 km² land en 0,2 km² water. De Queen ligt op ongeveer 162 m boven zeeniveau.

## Plaatsen in de nabije omgeving
De onderstaande figuur toont nabijgelegen plaatsen in een straal van 32 km rond De Queen.